# 749 v.Chr.
Het jaar 749 v.Chr. is een jaartal volgens de christelijke jaartelling.

## Gebeurtenissen

### Assyrië
- Koning Assur-nirari V begint een veldtocht tegen Namri.

### Egypte
- Koning Peftjaoe'awybast (749 - 725 v.Chr.) de zesde farao van de 23e dynastie van Egypte.

## Overleden
- Osorkon IV, farao van Egypte